# Rieger-Syndrom

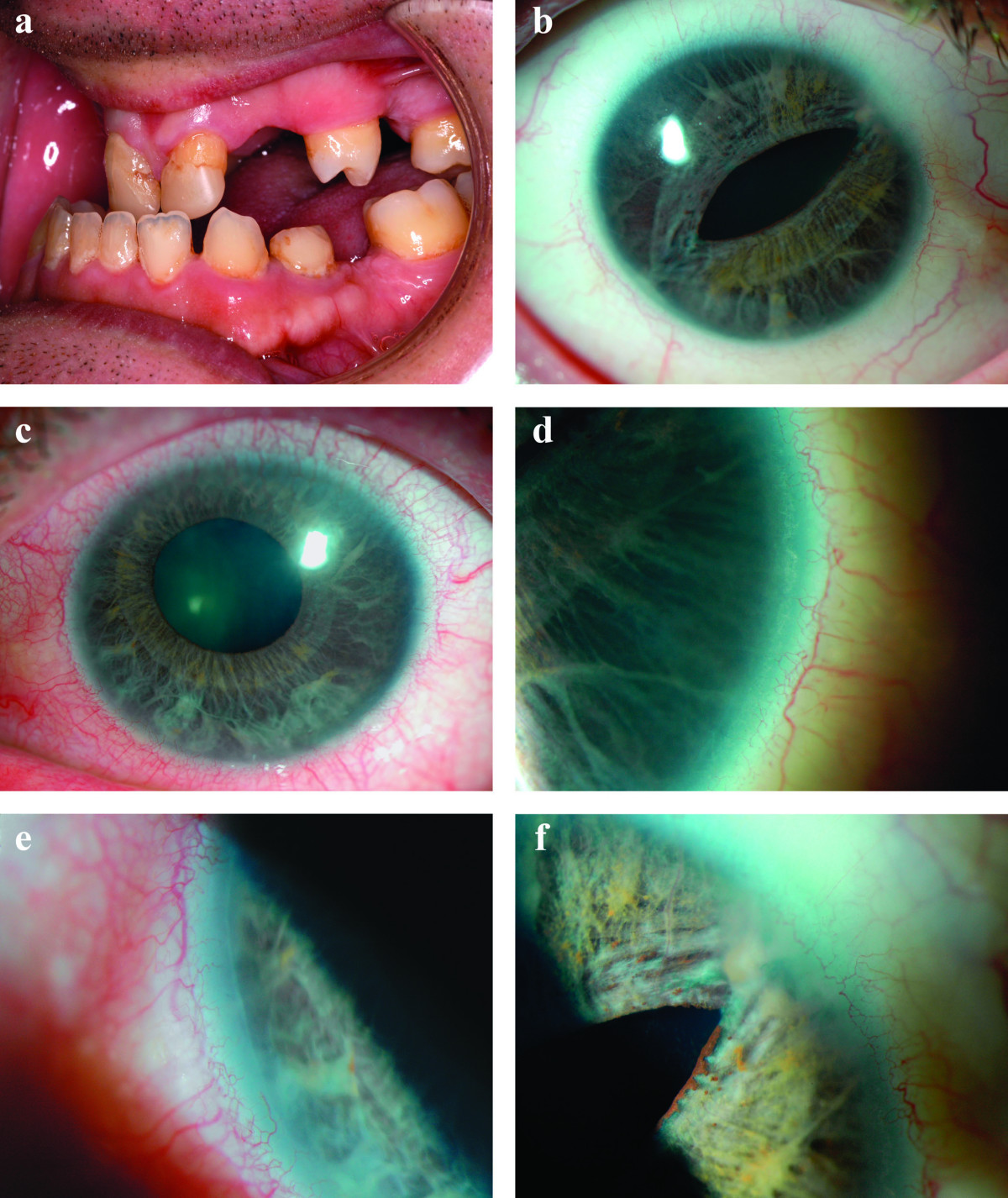
Veränderungen an der Iris und den Zähnen

Der Begriff Rieger-Syndrom (Syn. Irido-Dentale-Dysplasie, Axenfeld-Syndrom, Rieger-Axenfeld-Syndrom und Dysgenesis mesodermalis corneae et iridis) bezeichnet eine Hemmungsmissbildung des Mesoderms aufgrund einer Genmutation.
Die Erstbeschreibung stammt aus dem Jahre 1920 durch den deutschen Augenarzt Theodor Axenfeld.
Die Bezeichnung bezieht sich auf den Autoren einer Beschreibung aus dem Jahre 1935 durch den österreichischen Augenarzt Herwigh Rieger.

## Verbreitung und Ursache
Die Prävalenz des ARS wird auf 1:200.000 geschätzt.
Das Syndrom wird autosomal-dominant vererbt. Betroffen sind die Chromosomen 4, 6, 11 und 18, konkret sind derzeit die Genorte 4q25-27, 13q14, 6p25 und 6q24 bekannt.
Derzeit können je nach zugrunde liegender Mutation folgende Typen unterschieden werden:
- Typ 1 mit Mutationen im PITX2-Gen auf Chromosom 4 Genort q25[9]
- Typ 2 mit Mutationen auf Chromosom 13 an q14[10]
- Typ 3 mit Mutationen im FOXC1-Gen auf Chromosom 6[11]

Bei etwa 60 % der Betroffenen ist der zugrundeliegende Gendefekt nicht bekannt.

## Klinisches Bild
Typisch ist eine Irisdysplasie, die als Kolobom, Lochbildung, Verformung der Pupille oder Synechien imponiert. Sie kann, meist in Verbindung mit Fehlbildungen im Kammerwinkel des Auges zum Glaukom führen. Der Pathomechanismus für die Entstehung des Glaukoms beim Rieger-Syndrom ist jedoch variabel.
Als schwerwiegende weitere Symptome sind Mittelohrschwerhörigkeit, cerebrale Retardierung, Zahn-, Kiefer- und Gesichtsschädelfehlbildungen (Mikrodontie, verminderte Zahnzahl siehe Hypodontie), Nabelhernie, und Knochenbildungsstörungen am Skelettsystem bekannt.

## Differentialdiagnostik
Abzugrenzen sind die Peters-Anomalie, die Iris-Hypoplasie, das Primäre Kongenitale Glaukom (PCG), das Iridokorneale endotheliale Syndrom, die Aniridie, das Kongenitale Ektropion uveae, das Ektopia lentis-Syndrom mit verlagerter Pupille sowie die Okulo-dento-digitale Dysplasie.

## Therapie
Eine ursächliche Therapie ist bislang nicht bekannt, mit unbefriedigendem Erfolg sind symptombezogene plastisch-operative Korrekturen möglich und insbesondere im Bezug auf die Sehkraft nötig.